# Henry Hepburne-Scott (7e Lord Polwarth)
 (mars 2020).
Pour les articles homonymes, voir Scott.
Henry Francis Hepburne-Scott, 7e Lord Polwarth (1er janvier 1800-16 août 1867) est un homme politique britannique. Il est d'abord député de Roxburghshire, puis un pair représentant pour l’Écosse à la Chambre des lords à Westminster. Il est Lord Lieutenant et shérif principal de Selkirkshire et lord-in-waiting de la reine Victoria.

## Biographie
Son père, Hugh Scott de Harden et Mertoun, entre à la Chambre des Lords à la suite de sa demande, du droit de sa mère, pour que la pairie écossaise de Lord Polwarth en 1690 soit admise en juillet 1835. Henry prend le nom de famille supplémentaire de Hepburne comme successeur des Hepburn de Humbie dont il descend par le biais de son arrière-arrière-grand-mère, Helen Hepburn, comtesse de Tarras.
Harriet Brühl, la mère du 7e Lord Polwarth, est la fille d'Alicia, comtesse douairière d'Egremont, de son deuxième mariage avec le comte Hans Moritz von Brühl.
Il épouse le 28 décembre 1841 Georgina, sœur de George Baillie-Hamilton et troisième fille de George Baillie de Mellerstain House et Jerviswood et de son épouse Marie, la plus jeune fille de James Pringle, 4e baronnet.